# Vladimir Ivanov (orientaliste)
 (octobre 2020).
Pour les articles homonymes, voir Vladimir Ivanov et Ivanov.
Vladimir Alekseïevitch Ivanov (en russe : Владимир Алексеевич Иванов ; Saint-Pétersbourg, Russie, 3 novembre 1886 - Téhéran, Iran, 19 juin 1970) est un orientaliste russe pionnier des études de l'ismaélisme.

## Biographie
Fils d'un médecin militaire, il passe son enfance à Saint-Pétersbourg et à Moscou. Il reçoit la médaille d'or du Lycée de Saint-Pétersbourg en 1907. De 1907 à 1911, il étudie à la faculté des langues orientales de Saint-Pétersbourg. Après avoir étudié l'arabe, Vladimir Ivanov se spécialise finalement dans l'étude des dialectes persans. En 1910, il fait un premier voyage en Perse pour y perfectionner ses connaissances. À la fin de ses études et jusqu'en 1914, il travaille pour la filiale de la Banque de Russie en Perse. Il profite de ce séjour pour s'intéresser à la poésie populaire dans le Khorasan et dans d'autres régions. Ces recherches feront l'objet de quelques articles publiés en 1920. 
En 1914, Il démissionne de la Banque de Russie et retourne à Saint-Pétersbourg où il rejoint le Musée Asiatique de l'Académie impériale. En 1915, il est envoyé à Boukhara pour y collecter des manuscrits. C'est le début d'une passion pour les manuscrits et de son intérêt pour l’ismaélisme à travers ces manuscrits.
En 1918, Vladimir Ivanov est de nouveau envoyé en Asie centrale pour étoffer la collection de manuscrits (dite de Boukhara) du musée de Pétrograd (ex Saint-Pétersbourg). Cette mission tourne court à cause de la révolution bolchévique en Russie qu'il ne peut rejoindre. Il décide alors de s'installer en Perse. Là, il sert d'interprète au commandant des forces anglo-indiennes jusqu'en 1920.
En 1920, Vladimir Ivanov accompagne les forces anglo-indiennes au Indes où il reste jusqu'en 1928. Le président de l'"Asiatic Society" lui donne pour mission de collecter des manuscrits persans. Une première publication sur l'ismaélisme paraît dans les annales de cette société en 1922. Il voyage en Perse et visite pour la première fois le site d'Alamut et d'autres places fortes ismaéliennes. En 1930, il termine sa collaboration avec l'"Asiatic Society", pour une carrière universitaire à Bombay, où il se consacre totalement à l'étude de l'ismaélisme. Il y rencontre les Khojas (communautés de musulmans ismaéliens, parfois chiites duodécimains à Bombay) qui le mettent en relation avec Mohamed Chah Aga Khan III. L’Aga Khan emploie Ivanov pour faire des recherches sur l’histoire et la littérature ismaéliennes. Il a ainsi accès aux collections privées des ismaéliens des Indes, de l’Afghanistan et de Perse. Il noue des liens avec des Bohras (groupements chiites ismaéliens Musta'liens) qui lui donnent accès à des manuscrits arabes datant de la période fatimide. En 1933, il participe à la fondation de l’Association Islamique de Recherche (Islamic Research Association) de Bombay. En 1937, il découvre les tombes de plusieurs imams nizarites à Anjedan et Kahak, il semble que ces sites étaient connus des Aga Khan avant leur découverte par Ivanov. En 1946, les travaux d’Ivanov amènent à la fondation de l’Ismaili Society of Bombay. 
En 1960, Ivanov publie la monographie la plus complète consacrée à Alamut. Cette étude est fondée sur les résultats de ses fouilles archéologiques menées de 1928 à 1937, et sur les manuscrits.  
En 1959, Il s’installe à Téhéran où il finit ses jours. À la fin des années 1970, après sa mort, les manuscrits en possession de l’Ismaili Society of Bombay sont transférés à l’Institut des études ismaéliennes de Londres. 
Grâce à Ivanov, les Nizarites de la période d’Alamut ne sont plus jugés sur la base de la légende rapportée par les croisés, ni sur les histoires fantaisistes racontées par Marco Polo, et ne sont plus simplement considérés comme une bande d’assassins drogués et fanatisés par le « Vieux de la Montagne ».

## Publications

### Traductions
- (en) Khayr Khwâh-i Harâtî, Kalâm-i Pîr, éd. et traduit par Vladimir Ivanov, Bombay, A.A.A. Fyzee Esq. Islamic Research Association, 1935.
- Khayr-Khwâh-i Harâtî, Fasl dar bayân shinâkht-i Imâm wa Hujja, éd. et traduit par V. Ivanow dans « Ismailitica », Memoirs of the Asiatic Society of Bengal no 8.1, 1922, p. 13-45.
- Haft-bâbi bâbâ sayyid-nâ, édité et commenté par V. Ivanov dans Two Early Ismaili Treatise, Bombay, Islamic Research Association, 1933
- (en) Nâsir-i Khusraw (1004-1088), Shish Fasl, traduit et édité par V. Ivanov dans Six Chapters or Shish Fasl also called Rawsharra'i-nama, Leyde, E.J. Brill, 1949. (Lire en ligne [archive] - Consulté le 4 octobre 2020)
- Naṣīr al-Dīn Muḥammad ibn Muḥammad Ṭūsī (trad. Wladimir Ivanow), The Rawdatuʼt-Taslim : Commonly Called Tasawwurat, E.J. Brill pour l’Ismaili Society, 1950, 249 p. (présentation en ligne)
- Mustansir bi Allâh II (Imâm), Pandiyât-i Jawân-mardî, traduit par V. Ivanov, Leyde, E.J. Brill, 1953.
- Abû Ishâq-i Quhistânî, Haft Bâb, traduit par Wladimir Ivanow, Bombay, 1959.
- Shihâb al-dîn Shâh, Risâlat dar haqîqat-i dîn (True Meaning of Religion), traduit par W. Ivanov, Afrique, Association ismaélienne d'Afrique, 1966.
- al-Husaini Shihab al-Din Shah (Šahāb al-Dīn Ḥusaynī) (trad. Wladimir Ivanow), True Meaning of Religion; Or, Risala Dar Haqiqat-i Din : Risala Dar Haqiqat-i Din, Ismaili Society, 1956, 2 p. (présentation en ligne)

### Monographies
- The Gabri Dialect Spoken by the Zoroastrians of Persia, G. Bardi, 1940, 164 p. (présentation en ligne)
- Studies in Early Persian Ismailism, 2nd Ed., Bombay, 1955 (Londres, Longman, 1981).
- Ismaili Tradition concerning the Rise of the Fatimids, Londres, Oxford University Press, 1942.
- The alleged Founder of Ismailism, Bombay, 1946.
- On the Recognition of the Imam : Or Fasl Dar Bayan-i Shinakht-i Imam, Thacker pour l’Ismaili Society, 1947, 59 p. (présentation en ligne)
- Nāṣir-i Khusraw and Ismailism, Thacker, 1948, 78 p. (présentation en ligne)
- Wladimir Ivanow, M. Hidayat Hosain, M. Mahfuz-ul-Haq, M. Ishaque, Catalogue of the Arabic Manuscripts in the Collection of the Asiatic Society of Bengal, Asiatic Society, 1951, 694 p. (présentation en ligne)
- Brief Survey of the Evolution of Ismailism, Leyde, E.J. Brill, 1952.
- Problems in Nasir-i Khusraw's Biography, Ismaili Society, 1956, 88 p. (présentation en ligne)
- Wladimir Ivanow, Alamut and Lamasar : Two Mediaeval Ismaili Strongholds in Iran, an Archaeological Study, Ismaili Society, 1960, 105 p. (présentation en ligne)
- Ismaili Literature : A Bibliographical Survey, Téhéran, 1963.

### Articles
- « Ismailitica », traduit par V. Ivanov, Memoirs of the Asiatic Society of Bengal no 8.1, 1922, p. 1-76.
- « Noms Bibliques dans la mythologie ismaélienne », Journal asiatique no 237, 1940, p. 249-255.
- « Notes sur l'“Ummu'l-Kitâb” des ismaéliens de l'Asie centrale », Revue des Études Islamiques no 6, 1932, p. 419-481.
- « Some Ismaili Strongholds in Persia », Islamic Culture no 12, 1938, p. 383-396.
- « Tombs of some Persian Ismaili Imams », Journal of Bombay Branch of Royal Asiatic Society no 14, 1938, p. 63-72.
- « Ummu'l-Kitâb », Der Islam no 23, 1936, p. 1-132.
- Wladimir Ivanow, « The Importance of Studying Ismailism »